# Медия планиране
Медия планиране е процес на планиране за установяване на точните медии, които да бъдат използвани за рекламните цели на дадена организация, с цел оправдаване и извличане на максимална ефективност от заделения за реклама бюджет.
За да се изготви медия план се вземат предвид фактори като пазарен сегмент, целеви групи и крайни потребители, за които е предназначено рекламното съобщение. Медия планът дава яснота къде, кога и колко често да се рекламира дадена компания, т.е. в какви видове медии и по какъв график ще се провежда рекламната кампания. Освен на кампаниен принцип, медия планирането може да се прави и в дългосрочен аспект.
Медийното планиране се провежда на следните етапи:
1. Определяне на пазарния проблем.
2. Превръщане на пазарните изисквания в постижими медийни цели.
3. Определяне на медиите с цел формулиране на медийни стратегии.

## Фактори
Когато се прави медиен план, трябва да се обърне внимание на следните фактори:
- Обхват – Рейтинг на медията, в която да се изложи продуктът и период от време.
- Честота – колко пъти хората в целевата аудитория да бъдат изложени на рекламното послание.
- Цена на хиляда – Колко ще струва да се достигне до хиляда от бъдещите клиенти (метод, използван при сравняване на печатните медии).
- Цена на точка – Колко ще струва една рейтинг-точка за целевата аудитория. Една рейтинг-точка е равна на 1/100 от целевата аудитория.
- Въздействие
- Селективност – До каква степен може посланието да бъде ограничено до тези хора, които са целева аудитория?

Когато се прави уеб медия план, е необходимо детайлно проучване на аудиторията и на уебсайтовете, които тя използва. Това се прави чрез онлайн пийпълметрични изследвания. Такива са Gemius и Nielsen Online. Чрез информацията от метричните системи, се създава реална детайлна картина за навиците и интересите на таргетираната група.